# Alpen-Fettkraut
Das Alpen-Fettkraut (Pinguicula alpina) ist eine Pflanzenart aus der Gattung der Fettkräuter (Pinguicula) innerhalb der Familie der Wasserschlauchgewächse (Lentibulariaceae). Sie ist in Eurasien verbreitet und zählt zu den wenigen heimischen Fettkraut-Arten im deutschsprachigen Raum. Ihrem Artepitheton Pinguicula und Trivialnamen Alpen-Fettkraut entsprechend handelt es sich bei dieser fleischfressenden Pflanze um eine hauptsächlich in Gebirgen anzutreffende Art.

## Beschreibung und Ökologie

### Vegetative Merkmale

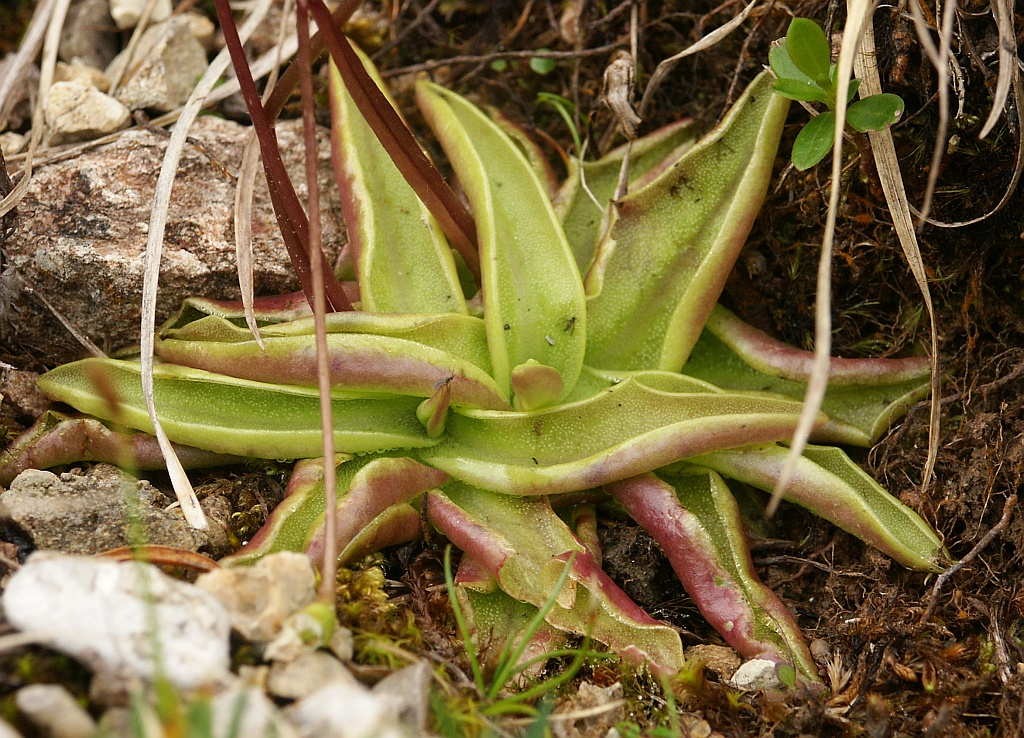
Blattrosetten

Das Alpen-Fettkraut ist eine sommergrüne, ausdauernde krautige Pflanze, die Wuchshöhen von 5 bis 15 Zentimetern erreicht. Die Wurzel ist 1 bis 2 Zentimeter lang, weißgelb, fleischig und strangförmig. Vitale Pflanzen bilden in den Achseln der Blätter nach der Blütezeit rund 3 Millimeter lange Brutzwiebeln, die der vegetativen Vermehrung dienen. An arktischen Standorten bleibt die Brutzwiebelbildung allerdings aus. Zum Winter hin zieht die Pflanze in ein Hibernakel ein, eine leicht in der Erde versenkte Knospe, aus dem sie erst im Frühjahr wieder austreibt, sie ist also ein Hemikryptophyt. Als einzige temperierte Fettkraut-Art hat das Alpen-Fettkraut bewurzelte Hibernakel.
Fünf bis acht Blätter bilden eine flach am Boden liegende Rosette mit bis zu sechs Zentimeter Durchmesser. Die einfachen, fleischigen, hellgrünen bis rötlichen Blattspreiten sind elliptisch bis lanzettlich, länglich. An der Oberfläche sind die Blätter klebrig vom Fangsekret, mit dem sie kleine Insekten fangen. Sobald Beute erzielt wird, wird diese durch Enzyme verdaut, welche von Drüsen aus der Blattoberfläche ausgeschieden werden, die allerdings entlang der Mittelrippe der Blätter fehlen. Die Blätter sind zur Unterstützung des Fangs sehr beweglich und können sich bis fast zur Blattmitte weit einrollen. Unter starker Sonneneinstrahlung färben sich die Blätter rötlich ein.

### Generative Merkmale

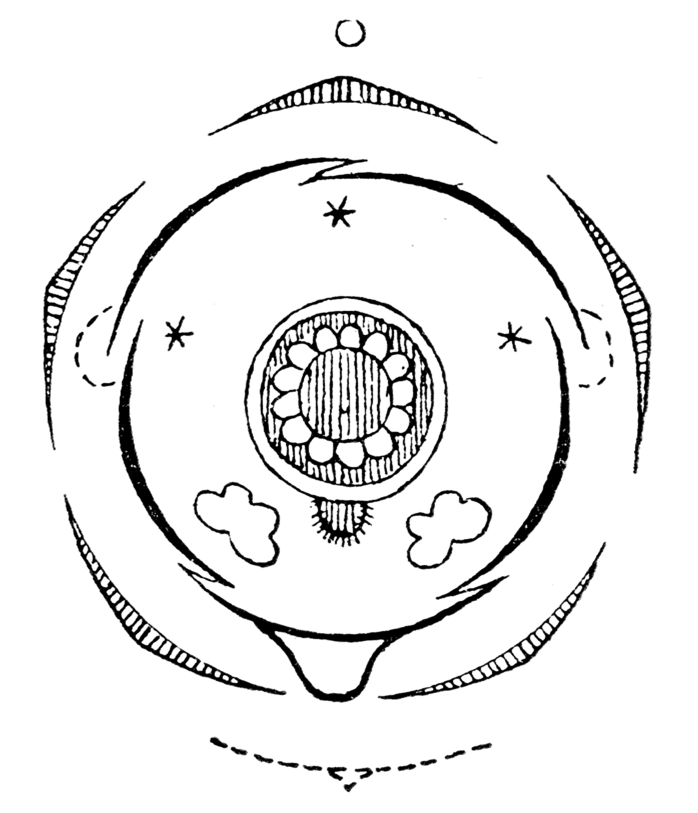
Blütendiagramm

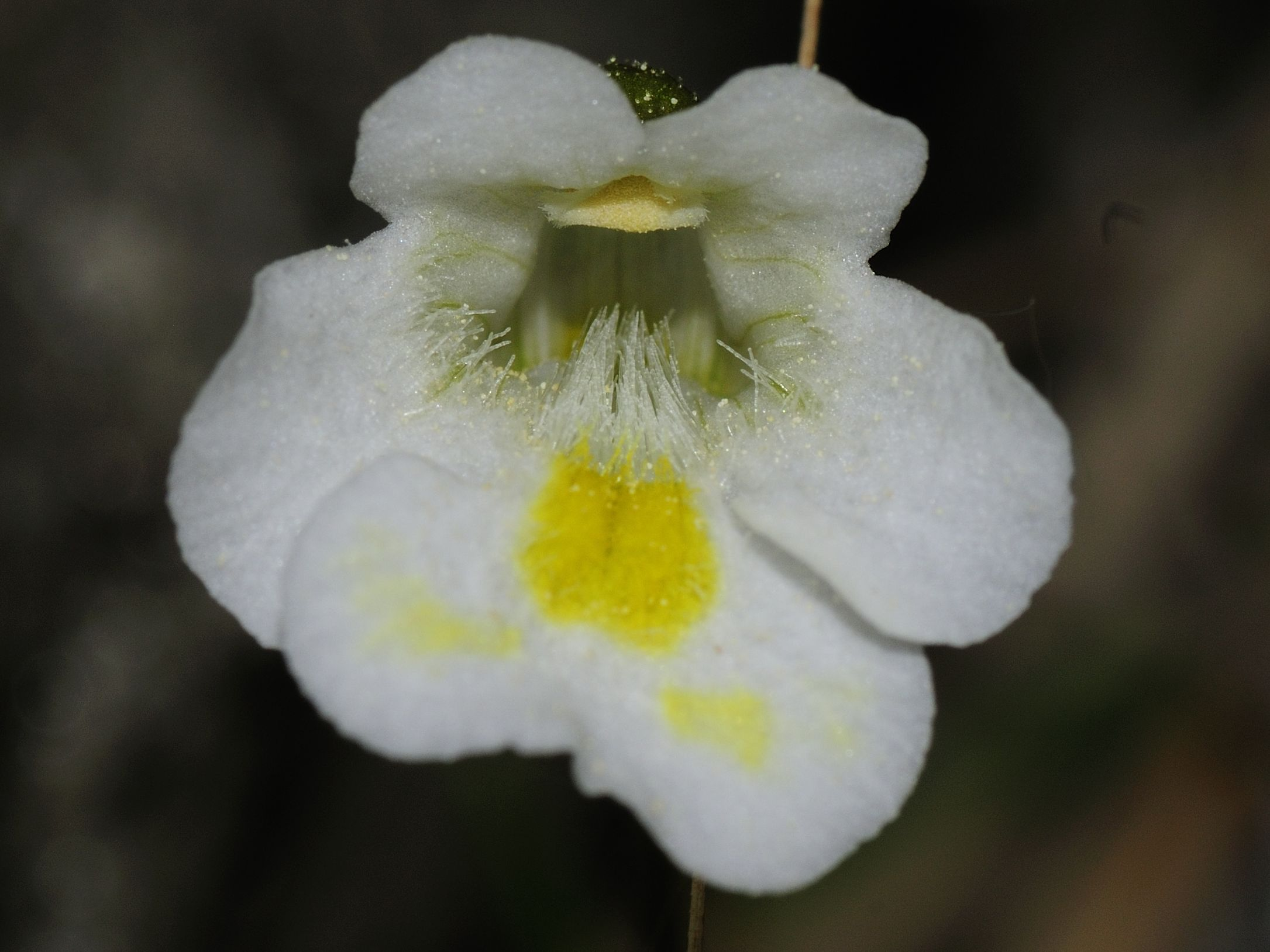
Detailansicht der Blüte von vorne

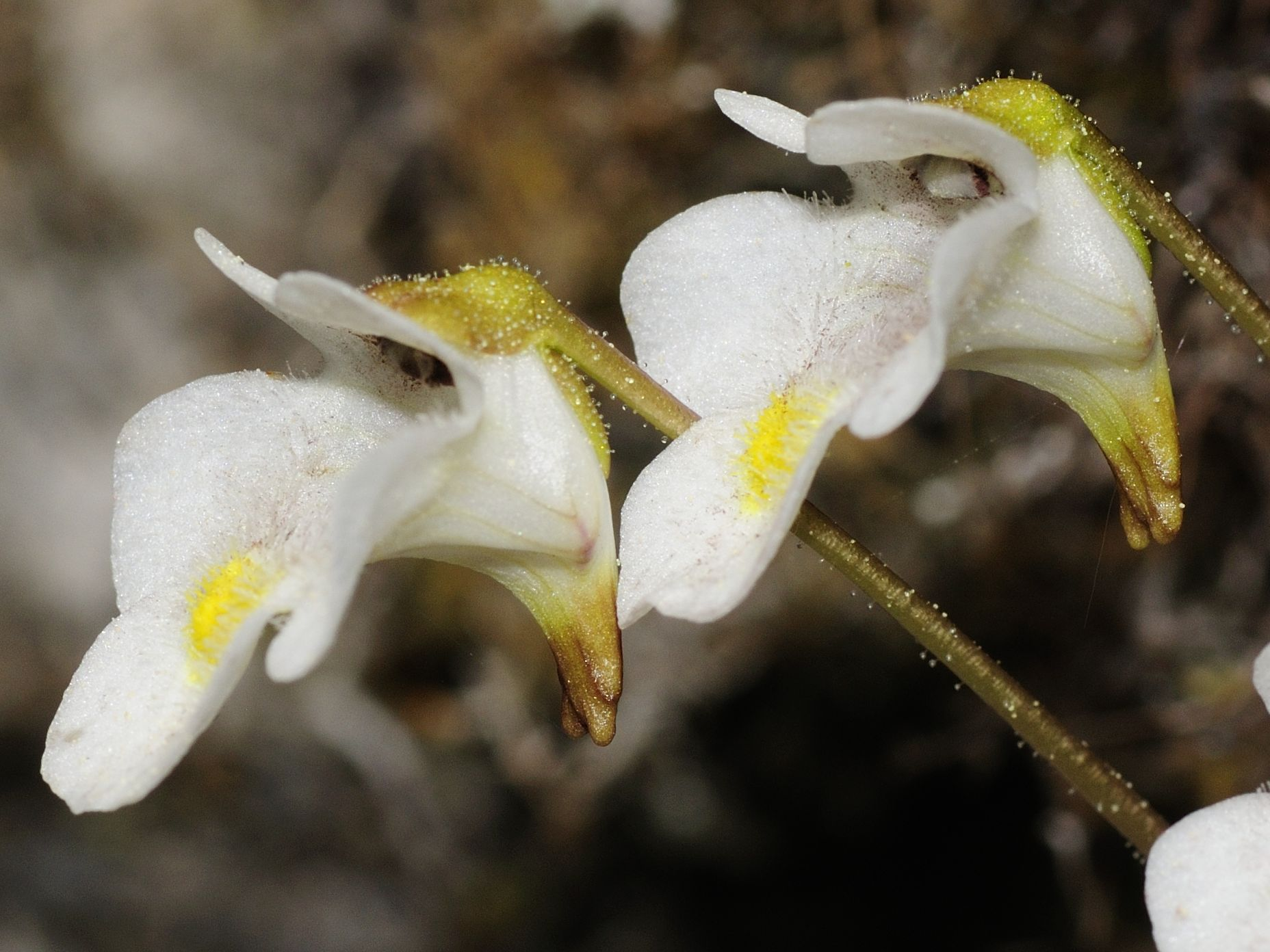
Detailansicht der Blüten von der Seite, der Sporn ist gut erkennbar

Das Alpen-Fettkraut blüht das erste Mal erst nach mehreren Jahren. Ab April bis Juli wachsen aus der Mitte der Rosette bis zu acht, selten sogar bis zu dreizehn Blütenstände mit Einzelblüten. Die Blütenstandsschäfte sind bis zu 12 Zentimeter hoch.
Die zwittrigen Blüten sind bei einer Länge von 10 bis 16 Millimetern zygomorph und fünfzählig mit doppelter Blütenhülle. Die fünf Kelchblätter sind verwachsen. Es ist ein mit einer Länge von 2 bis 3 Millimetern relativ kurzer, kegelförmiger, gelb-grüner Sporn vorhanden. Die fünf Keronblätter sind verwachsen. Die Blütenkrone besteht aus einer dreilappigen Unterlippe und zweilappigen Oberlippe. Die Blütenkrone ist weiß mit einem in Form und Größe variablen, gelben Schlundfleck. Der Kronschlund ist behaart. Die Blüten sind protogyn, das heißt die weiblichen Narben reifen vor den männlichen Staubbeuteln. Die Bestäubung erfolgt durch Fliegen.
Die bei einer Länge von 6 bis 9 Millimetern sowie einer Breite von 2 bis 3 Millimetern eilänglichen, spitz zulaufenden Kapselfrüchte enthalten reichlich staubfeine, rostbraune Samen.
Die Chromosomengrundzahl beträgt x = 8; es liegt Tetraploidie vor mit einer Chromosomenzahl von 2n = 32.

## Verbreitung

Verbreitungskarte des Alpen-Fettkrauts

Das Alpen-Fettkraut hat in Europa zwei Verbreitungsschwerpunkte, einmal in den Alpen (vor allem den Randalpen) und des Weiteren im äußersten, subarktischen Norden Skandinaviens. Ihre Grenzen erreicht Pinguicula alpina im Westen in den Pyrenäen sowie im Osten in den Karpaten, ist aber verstreut auch als Glazialrelikt im Baltikum sowie auf dem Balkan zu finden (Slowakei, Polen, Ungarn, Rumänien, Slowenien, Kroatien). Voreiszeitlich war das Alpen-Fettkraut jedoch in Asien beheimatet, wo es bis heute in Sibirien, in China und überall im Himalaya (Nepal, Tibet, Indien) vorkommt.
Im deutschsprachigen Raum findet sich das Alpen-Fettkraut nicht nur in der Schweiz und außer in Wien zerstreut überall in Österreich (wo Vorkommen abseits der Alpen Glazialrelikte sind und nicht etwa von den Alpen ausstrahlen), sondern auch in Deutschland, wo es neben dem Gemeinen Fettkraut (Pinguicula vulgaris) die einzige vorkommende Fettkrautart ist.

## Habitate und Pflanzengesellschaften

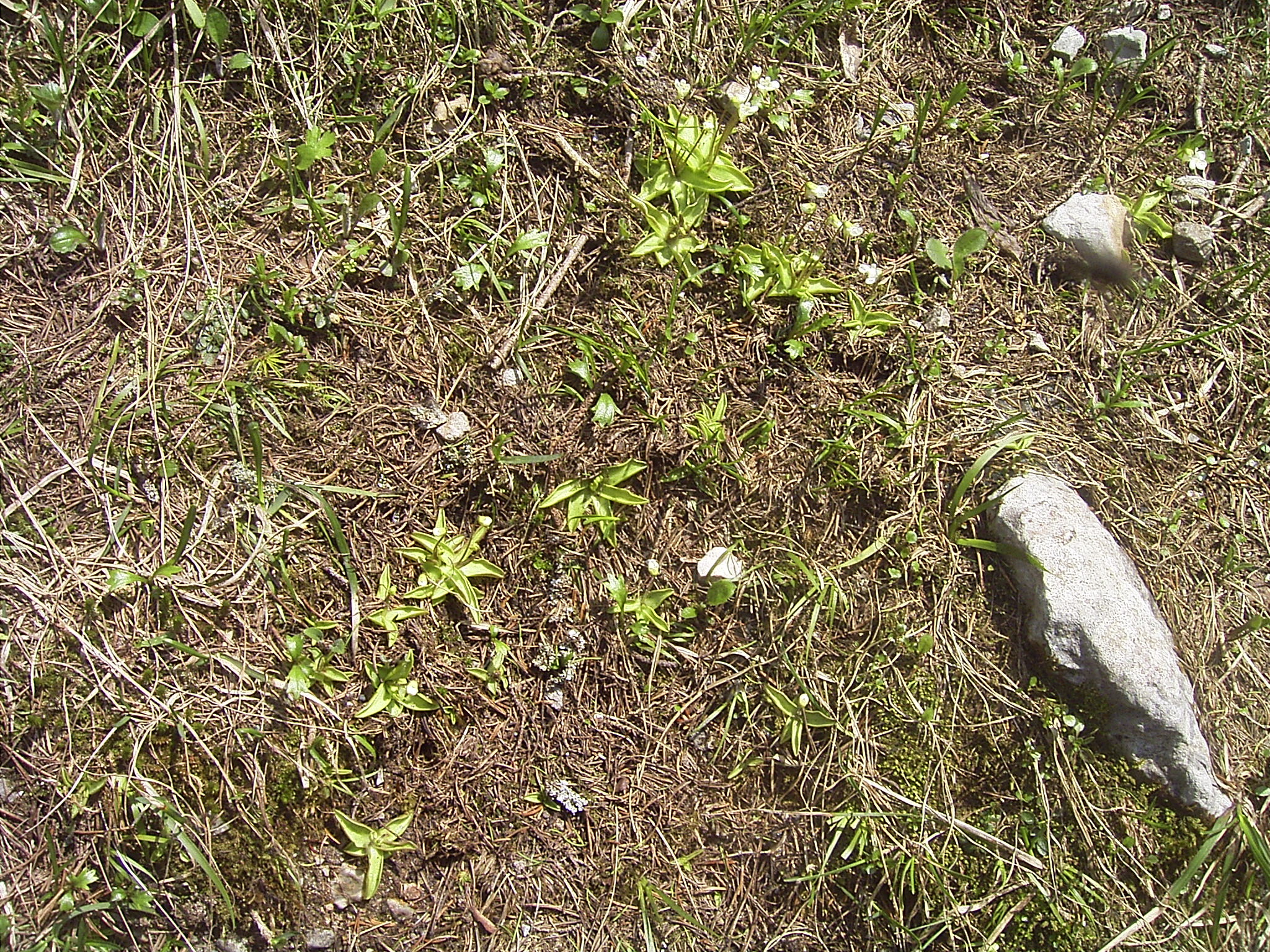
Alpen-Fettkräuter am Naturstandort (Rax)

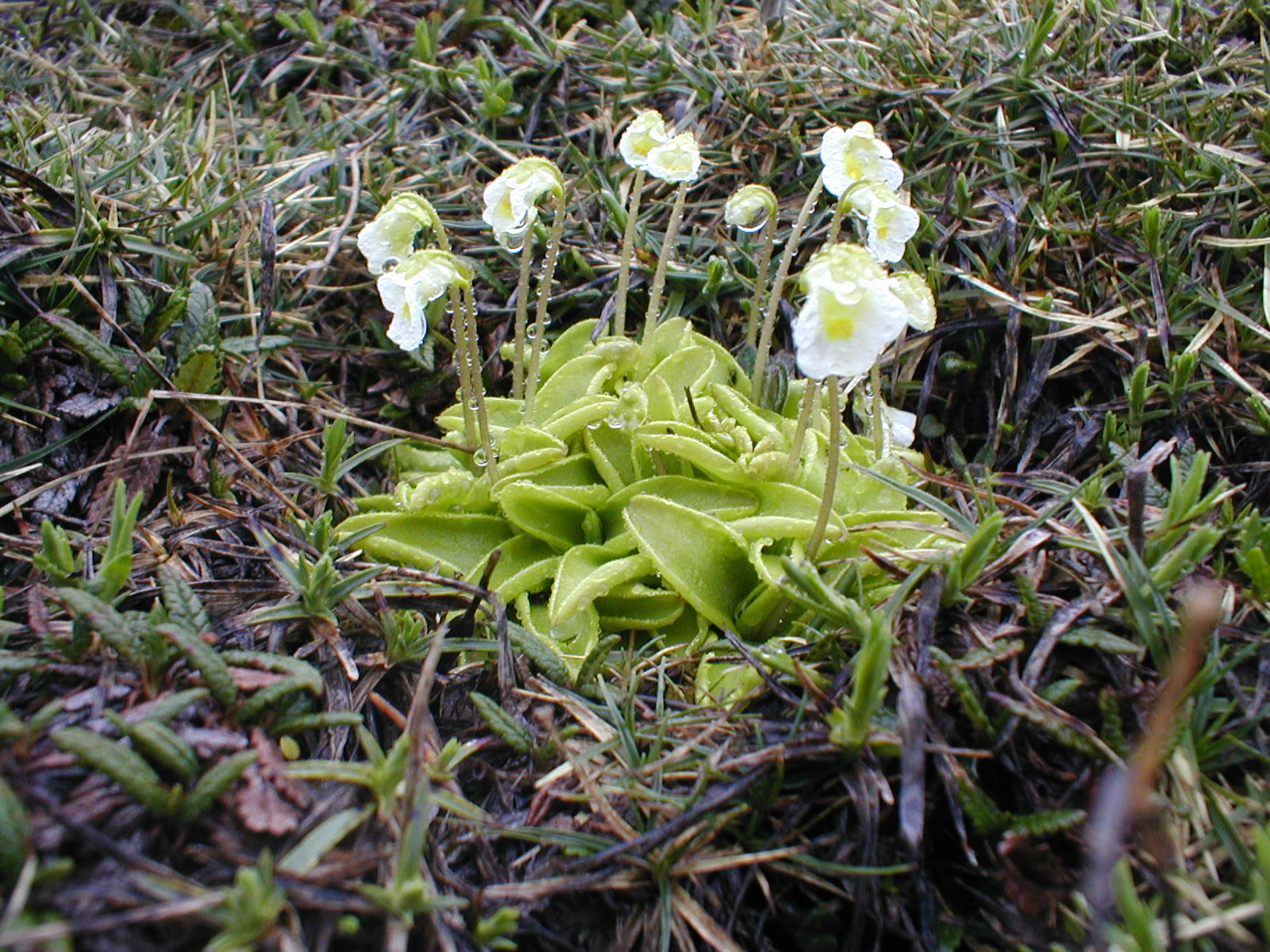
Alpen-Fettkraut in der Nähe des Triglav

Das Alpen-Fettkraut findet sich in Höhenlagen von bis zu 4100 Metern an vollsonnigen Standorten. In den Allgäuer Alpen steigt es im Tiroler Teil östlich des Karjoches bis zu einer Höhenlage von 2167 Metern auf.
Die Habitate haben alkalische bis neutrale, sickernasse Böden. Die Pflanze ist aber auch ungewöhnlich trockenheitstolerant für eine Fettkrautart temperierter Zonen. Das Alpen-Fettkraut ist typisch für subalpine Rieselfluren, Quellmoore und alpine Steinrasen.
Es tritt in der alpinen Höhenstufen häufig in Begleitung von Polster-Segge, Alpen-Sonnenröschen, Schlangen-Knöterich, Silberwurz und Kopfigem Läusekraut auf. Hier findet es sich hauptsächlich in den Pflanzengesellschaften des Verbandes Seslerion albicantis (Alpine Blaugras-Rasen) und der Assoziation Caricetum firmae (Polsterseggen-Rasen).
Bei collinen bis montanen Vorkommen wird es von Schwarzem Kopfried, Rostrotem Kopfried, Sumpf-Stendelwurz, Löffelkraut, aber auch dem Gemeinen Fettkraut begleitet. Hier findet es sich schwerpunktmäßig in den Pflanzengesellschaften der Verbände Caricion davallianae (Kalk-Flachmoor, Davallseggen-Sumpf) und Cratoneurion commutati (Kalk-Quellflur).
Die ökologischen Zeigerwerte nach Landolt & al. 2010 sind in der Schweiz: Feuchtezahl F = 4w+ (sehr feucht aber stark wechselnd), Lichtzahl L = 4 (hell), Reaktionszahl R = 4 (neutral bis basisch), Temperaturzahl T = 2 (subalpin), Nährstoffzahl N = 2 (nährstoffarm), Kontinentalitätszahl K = 3 (subozeanisch bis subkontinental).

## Gefährdung und Schutz
Das Alpen-Fettkraut ist wegen seiner geographisch weiten Verbreitung nicht unmittelbar gefährdet. In Deutschland ist es jedoch selten und durch die Bundesartenschutzverordnung besonders geschützt. In der Schweiz ist es teils auf kantonaler Ebene geschützt, gilt allerdings weitestgehend als ungefährdet. In Österreich gilt es nur im pannonischen Gebiet und im Nördlichen Alpenvorland als regional gefährdet.

## Systematik

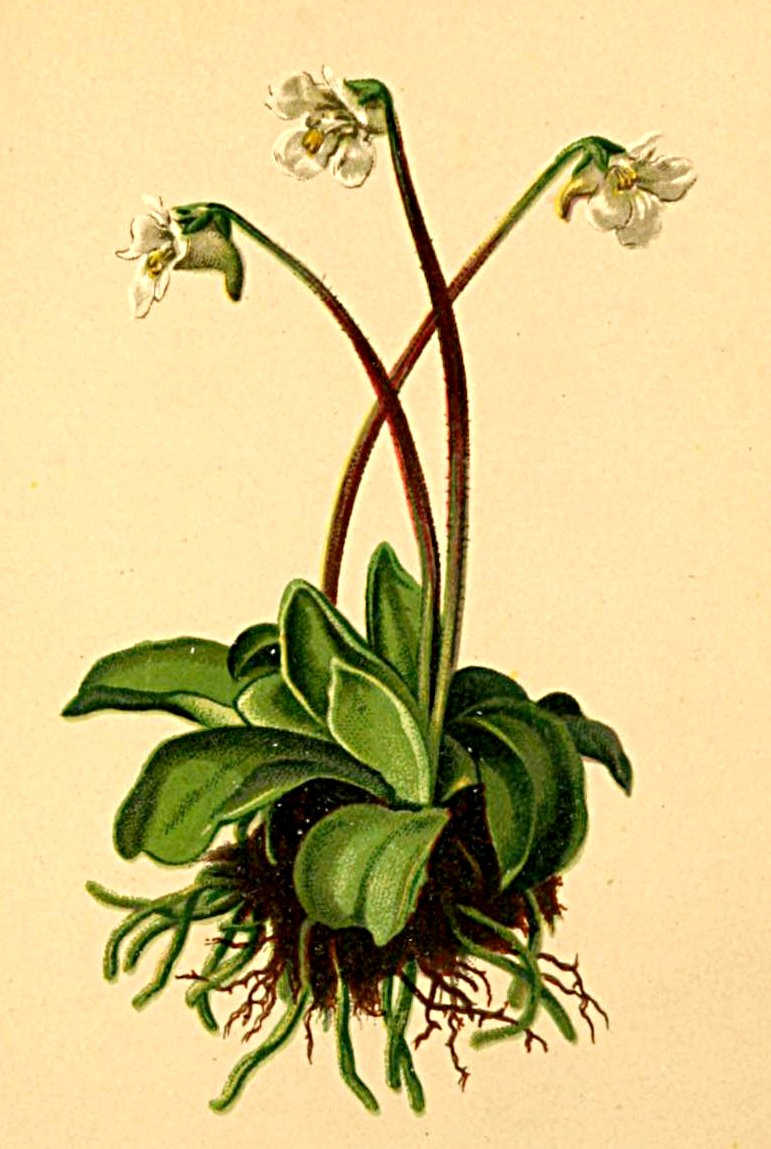
Illustration aus Atlas der Alpenflora

1583 unterschied Clusius in seiner Historia stirpium rariorum per Pannoniam, Austriam bereits zwei Formen, eine blaublühende (Gemeines Fettkraut, Pinguicula vulgaris) und eine weißblühende (Alpen-Fettkraut). 1753 nahm Linné Pinguicula alpina und Pinguicula vulgaris in seinem Werk Species Plantarum gemeinsam mit Pinguicula villosa und Pinguicula lusitanica auf.
Seither sind zahlreiche Unterarten, Varietäten und Formen des Alpen-Fettkrautes beschrieben worden, es wird jedoch keines dieser Taxa mehr akzeptiert.
Das Alpen-Fettkraut ist (von der äußerst seltenen Pinguicula crystallina abgesehen) die einzige europäische Art, die nicht der Sektion Pinguicula angehört. Es gehört stattdessen zur Sektion Micranthus, deren Typusart es ist und deren drei andere Mitglieder in Russland, Nordsibirien und Japan beheimatet sind.

## Verwendung
Die Volksmedizin unterschied die verschiedenen Arten der Fettkräuter nicht weiter, setzte sie aber gegen Wunden, Geschwülste, Ischialgie, Leberleiden und Magen-, Brust- und Lungenerkrankungen ein. Ihr Nutzen gegen die genannten Krankheiten wird auf die in der Pflanze enthaltene Zimtsäure zurückgeführt.